# Платт, Лилли
Лилли Платт (англ. Lilly Platt; род. в 2008 году) — нидерландская экоактивистка британского происхождения. Платт известна своей общественной активностью с детства. Она является глобальным послом YouthMundus, Earth.org и WODI; молодёжным послом Коалиции против загрязнения пластиком и How Global; и детским послом Всемирного дня очистки. Изначально Платт стала вирусной в социальных сетях после того, как опубликовала собранный и отсортированный ею пластиковый мусор. За годы работы она собрала более 100 000 мусора.
Платт родилась в Великобритании. Её семья переехала в Нидерланды, когда ей было семь лет.

## Защита окружающей среды
В 2015 году Платт гуляла по парку в Нидерландах со своим дедушкой, когда заметила разбросанный по земле пластиковый мусор. Она решила пересчитать их, чтобы попрактиковаться в голландском. За 10 минут собрали 91 кусок пластика. Её дедушка также рассказал ей, как мусор превращается в пластиковый суп. Этот инцидент послужил толчком для её экологической инициативы, и в 7 лет она основала компанию Lilly’s Plastic Pickup. С помощью программы Lilly’s Plastic Cleanup она собирает мусор и тщательно сортирует его. Она размещает их в социальных сетях, чтобы привлечь внимание к проблеме. За прошедшие годы Platt собрал более 100 000 единиц мусора, начиная от бутылок, сигаретных пачек, картонных коробок для напитков и т. д. Посредством программы Lilly Plastic Cleanup Платт также рассказывает о влиянии пластика на дикую природу и экосистему. С тех пор, как её инициатива стала вирусной, она получила международное признание.
С самого детства Платт проявляла нежность к животным, особенно к тем, кого считали физически непривлекательными. Из-за этого над ней издевались в школе, и только один из её сверстников проявил интерес к её уборке. Затем Платт переехала в Королевскую школу, где многие из её одноклассников участвовали в её усилиях по уборке.
На голландских выборах 2019 года дед Платт голосовал от её имени, поскольку она выступает за запрет пластика. Платт сняла видео и призвала других сделать то же самое.
В сентябре 2019 года Платт увидела протест Греты Тунберг у здания шведского парламента по поводу несоблюдения Парижского соглашения. Она воодушевилась и тоже решила объявить забастовку. Через несколько недель Грета Тунберг присоединилась к забастовкам Платт в Нидерландах, считая, что Нидерланды были одним из крупнейших источников выбросов парниковых газов в Европейском союзе. Оба были приглашены в Брюссель, где они присутствовали на митинге по климату у здания Европейского парламента.
Каждую пятницу Платт проводит забастовку у правительственных зданий в знак протеста против климатического кризиса с участием компании или самостоятельно.